# Les Ardents Éditeurs
Les Ardents Éditeurs est une maison d'édition française fondée le 16 janvier 2007 à Limoges.  

## Historique
Regroupés autour de l'historien de l'art Jean-Marc Ferrer,, six auteurs et acteurs de la région s'associent le 16 janvier 2007 pour fonder à Limoges, dans le département de la Haute-Vienne au cœur de l'ancienne région du Limousin en Nouvelle-Aquitaine leur propre maison d'édition, Les Ardents Éditeurs.
La ligne éditoriale de la maison, dont le nom évoque la légende limousine du Miracle des Ardents et de ses intercesseurs, est la défense et la valorisation des patrimoines culturel, historique, littéraire et artistique du Limousin.
Au sein des quatre collections « Littératures », « Patrimoine », « Beaux livres » et « Hors collection » se côtoient l'histoire, celle des arts, la littérature contemporaine, celle pour la jeunesse… 
La galerie du 31, rue Adrien Dubouché à Limoges permet aux publics d'échanger avec les éditeurs autour des ouvrages lors d'expositions conçues pour être itinérantes.
Depuis 2008, Les Ardents Éditeurs participent au salon Livre Paris.

## Publications
Depuis 2007, Les Ardents Éditeurs ont publié plus de soixante ouvrages de vingt-cinq auteurs pour la plupart limousins d'origine ou de cœur comme Nicolas Bouchard, Laurent Bourdelas, Franck Bouysse, Jean-Marc Ferrer, Philippe Grandcoing, Jean-Michel Valade, Alain Freytet, contemporains ou réédités comme Élie Berthet, Maurice Sand, Jules Sandeau.